# Tomas
Tomas je moško osebno ime.

## Izvor imena
Ime Tomas je izpeljano iz moškega osebnega imena Tomaž.

## Pogostost imena
Po podatkih SURSa je bilo na dan 31. decembra 2007 v Sloveniji 151 oseb z imenom Tomas.

## Znane osebe
- Slovenski biatlonec Tomas Globočnik